# نهرغلام ويس
نهرغلام ويس (بالفارسية: نهرغلام ویس) هي قرية تقع في قسم نبوت الريفي (مقاطعة إيوان) في إيران. يقدر عدد سكانها بـ 320 نسمة بحسب إحصاء 2016.